# 中華職棒27年
中華職棒27年，是指中華職棒2016年的球季。

## 轉播

### 電視轉播
中信、義大的主場賽事由緯來電視網製播、統一、桃猿的主場賽事由民視製播。
- 桃猿主場：民視四季台、FOX體育台、FOX體育二台[1]
- 統一主場：FOX體育台、FOX體育二台[1]
- 中信、義大主場：緯來體育台、緯來育樂台、緯來精采台[2]
- 愛爾達電視為轉播四支球隊完整賽事及獨家轉播完整球季，本季由中華職棒大聯盟製播

### 網路轉播
- Lamigo桃猿繼續由2015年推出的「Lamigo TV」轉播，由知名體育主播徐展元所主持（訊號來源為製播單位民視）[3]。
- Yahoo!奇摩影音負責中華職棒27年統一7-ELEVEn獅的60場主場的賽事轉播服務（訊號來源為愛爾達電視）[4]。
- 在中信兄弟方面，也推出「Brothers TV」直播中信兄弟全年60場主場賽事。讓球迷透過電腦、平板、或手機可以收看中信兄弟的賽事直播（訊號來源為緯來電視網）[5]。
- 義大犀牛在下半季推出「Rhinos TV」直播義大犀牛下半季主場賽事，訊號來源跟中信兄弟的「Brothers TV」一樣皆是緯來電視網。

## 重大消息
- 2016年6月16日下午四時義聯集團宣布將轉賣義大球團。[6]

## 球員轉隊名單
| 球員   | 職棒26年所屬球隊 | 職棒27年所屬球隊 |
| 林智勝 | Lamigo桃猿       | 中信兄弟         |
| 鄭達鴻 | 義大犀牛         | 中信兄弟         |

## 總教練更換
| 日期     | 球隊       | 原總教練 | 代理總教練 | 接替總教練 |
| -------- | ---------- | -------- | ---------- | ---------- |
| 10月26日 | 統一7-11獅 | 郭泰源   | 陳連宏     | 黃甘霖     |
| 11月25日 | 中信兄弟   | 吳復連   | N/A        | 史奈德     |

## 各隊主場安排
- 統一7-ELEVEn獅：新莊5場、新竹7場、洲際3場、斗六6場、嘉義市5場、台南27場、澄清湖3場、花蓮4場
- Lamigo桃猿：桃園60場
- 義大犀牛：新莊12場、新竹4場、洲際8場、澄清湖30場、屏東3場、花蓮3場
- 中信兄弟：新莊22場、新竹4場、洲際30場、嘉義市2場、花蓮1場、羅東1場

## 賽程
- 熱身賽：3月8日至3月15日[7]
- 上半季：3月19日至6月12日（未含補賽）
- 下半季：7月1日至9月25日（未含補賽）
- 冠軍賽：10月22日至10月29日

## 例行賽

### 上半球季
| 排名 | 隊伍           | 已賽 | 勝場 | 負場 | 和局 | 勝率  | 勝差 |
| ---- | -------------- | ---- | ---- | ---- | ---- | ----- | ---- |
| 1    | 中信兄弟       | 60   | 35   | 23   | 2    | 0.603 | -    |
| 2    | 統一7-ELEVEn獅 | 60   | 29   | 31   | 0    | 0.483 | 7.0  |
| 3    | Lamigo桃猿     | 60   | 27   | 31   | 2    | 0.466 | 8.0  |
| 4    | 義大犀牛       | 60   | 27   | 33   | 0    | 0.450 | 9.0  |

### 下半球季
| 排名 | 隊伍           | 已賽 | 勝場 | 負場 | 和局 | 勝率  | 勝差 |
| ---- | -------------- | ---- | ---- | ---- | ---- | ----- | ---- |
| 1    | 義大犀牛       | 60   | 34   | 25   | 1    | 0.576 | -    |
| 2    | 中信兄弟       | 60   | 33   | 27   | 0    | 0.550 | 1.5  |
| 3    | Lamigo桃猿     | 60   | 26   | 33   | 1    | 0.441 | 8.0  |
| 4    | 統一7-ELEVEn獅 | 60   | 26   | 34   | 0    | 0.433 | 8.5  |

### 全年球季
| 排名 | 隊伍           | 已賽 | 勝場 | 負場 | 和局 | 勝率  | 勝差 |
| ---- | -------------- | ---- | ---- | ---- | ---- | ----- | ---- |
| 1    | 中信兄弟       | 120  | 68   | 50   | 2    | 0.576 | -    |
| 2    | 義大犀牛       | 120  | 61   | 58   | 1    | 0.513 | 7.5  |
| 3    | 統一7-ELEVEn獅 | 120  | 55   | 65   | 0    | 0.458 | 14.0 |
| 4    | Lamigo桃猿     | 120  | 53   | 64   | 3    | 0.453 | 14.5 |

## 明星賽
| 日期    | 客隊         | 比數 | 主隊     | 地點             | 進場人數 | 單場MVP |
| ------- | ------------ | ---- | -------- | ---------------- | -------- | ------- |
| 7月16日 | 三商美邦白隊 | 6–8  | 臺銀紅隊 | 新莊體育場棒球場 | 10,282人 | 高國慶  |

勝利投手：林子崴，敗戰投手：賴鴻誠，中繼成功：鄭錡鴻、官大元、賴鴻誠、布魯斯、林柏佑， 救援成功：陳禹勳
全壘打：陳俊秀、林志祥、周思齊、陽耀勳、 鄭鎧文，比賽時間： 2小時58分

## 重要話題

### 比賽用球：打擊大爆發
繼2015年球季各隊全壘打數量由每場平均0.87支暴增至1.78支後，2016年球季，全壘打產量再度進一步成長。僅至4月28日止的55場比賽，就出現123支全壘打，平均每場比賽2.24支全壘打的驚人產量，引發球員與球迷質疑比賽用球。中華職棒官方將「華櫻990」用球交由臺北市立大學運動器材科技研究所進行檢驗，結果九項皆合格，且彈性係數為0.576，符合中華職棒要求的0.56-0.58標準內。然而這項結果並無法服眾，於是中職官方在8月2日把抽檢球數由6顆增加為18顆，並增加測試項目，結果仍為合格。
原「彈力球」爭議僅為球迷間談論之話題，然而Lamigo桃猿隊選手陽耀勳於8月27日之比賽中面對高球擊出一支「砍劈式」的全壘打，並登上大聯盟Cut4專欄，又引發相當程度討論。統一7-ELEVEn獅隊總教練郭泰源表達憂慮，認為今年一直這樣打不太正常，對投手投球信心有負面影響。義大犀牛總教練葉君璋建議，為了備戰隔一年的經典賽，不如採用相關用球。
投手部分，義大犀牛投手賴鴻誠表示取合格範圍中間值是理想方式，不能差太多，投打成績才有參考價值。而中信兄弟投手林克謙則認為，彈性調整應該在球季開打前公布，否則將影響成績與年底談薪。而打者則替自己辯護，強調包含球棒、裁判、隊數較少及訓練方式的轉變，亦為「打擊大爆發」的原因，不能全然歸因於「彈力球」。

### 增隊擴編問題
中華職棒自從米迪亞暴龍於2008年10月被除名，中信鯨隊於隔月解散後，就一直維持四隊規模。2013年世界棒球經典賽舉行後，觀眾回到球場，此時對戰組合較少與增加球隊的問題就成為球迷間經常討論的話題，而擴編球隊也是黃鎮台前會長在任時即努力的方向。然而由於昔日假球案使欲進場的企業卻步、有兩企業（兄弟飯店、義联集團）出售球隊，以及內部人士對增隊的疑慮，使增隊擴編一直停留在「只聞樓梯響」的階段。
起初崇越科技由於已經有業餘隊，經常成為被點名的對象，然而2015年初，崇越科技方面表達「先找到第五隊，之後我們再當第六隊」的立場。該年中中華職棒召開台灣職業棒球發展座談會，邀請過往曾表達有意加盟中職的企業與會，當次僅有崇越、麗寶、綺麗與大魯閣出席，留下「短期內不可能有新球隊加盟」的結論。隔年聯盟擴編呼聲再起，年初中信兄弟實際出資人辜仲諒點名金融業進軍職棒，提升台灣棒球環境。7月，行政院表達支持中職增隊的立場，隔月中職方面確定擴編球隊的五大方向，包含先必須於二軍比賽一個球季等規劃。